# Furcraea andina
Furcraea andina ist eine Pflanzenart aus der Gattung Furcraea in der Unterfamilie der Agavengewächse (Agavoideae). Das Artepitheton andina verweist auf das Vorkommen der Art in den Anden.

## Beschreibung
Die Rosetten von Furcraea andina sind stammlos. Die großen Laubblätter sind länglich lanzettlich. An den Blatträndern befinden sich vorstehende und gebogene Randzähne, die normalerweise bis zu 6 Millimeter voneinander entfernt stehen und fast genauso lang sind.
Der Blütenstand besitzt einen kurzen Schaft. Er trägt konisch-eiförmige Bulbillen. Die Früchte sind würfelartig.

## Systematik und Verbreitung
Furcraea andina ist in den peruanischen Regionen Ancash, Cusco, Huánuco, Junín, La Libertad und Lima in Höhenlagen von 1500 bis 3500 Metern verbreitet. Sie kommt außerdem in Ecuador und im westlichen Bolivien vor.
Die Erstbeschreibung durch William Trelease wurde 1915 veröffentlicht.
Synonyme sind Furcraea deledewantii C.Rivière (1902), Furcraea delewantii C.Rivière (1902, nom. inval. ICBN-Artikel 61.1) und Furcraea altissima Hort. ex Trel. (1915, nom. illeg. ICBN-Artikel 53.1)
Furcraea andina wird in der Gattung in die Sektion Furcraea eingeordnet. Die Art ist nur unzureichend bekannt.

## Nachweise

## Weiterführende Literatur
- Bernd Ullrich: Furcraea (Agavaceae) en Sudamerica. In: Quepo. Band 6, 1992, S. 67–75.